# Саркисян, Юрий Вазгенович
Юрий Вазгенович Саркисян (узб. Yuriy Vazgenovich Sarkisyan; арм. Յուրի Վազգենի Սարգսյան; род. 30 мая 1947, Сойлан, Армянская ССР, СССР) — советский и узбекистанский футболист и тренер.

## Карьера

### Карьера игрока
Игровую карьеру начал в алмалыкском «Металлурге» в 1968 году. В 1970 году перешёл в «Автомобилист» из Термеза, а в 1974 году играл за ещё один термезский клуб «Спартак». В 1975 году перебрался в ферганский «Нефтяник». В 1978 году успел поиграть один год за клуб «Шахриханец», потом вернулся в «Нефтяник», где играл до конца своей карьеры. Завершил карьеру в 1982 году.

### Карьера тренера
В 1985 году окончил высшую школу тренеров по футболу и получил диплом тренера высшей квалификации.
В 1987 году возглавил ферганский «Нефтяник». С 1987 по 1989 годы под его руководством клуб становился победителем 7-й зоны второй лиги чемпионата СССР.
В 1990 году стал победителем второй лиги восточной зоны и завоевал право играть в первой лиге. В 1991 году «Нефтчи» занял 7-е место в первой лиге.
С 1990 года является заслуженным тренером Узбекистана.
После распада СССР был организован чемпионат независимого Узбекистана. Клуб был переименован в «Нефтчи» и сразу стал флагманом узбекского футбола. Если в первом чемпионате чемпионство пришлось разделить с ташкентским «Пахтакором», то в следующих чемпионатах «Нефтчи» уверенно заканчивал первенство на первом месте.
С 1987 по 2013 год был тренером «Нефтчи» Фергана. Под руководством Саркисяна «Нефтчи» 5 раз становился чемпионом Узбекистана и выиграл 2 Кубка Узбекистана. 9 раз Нефтчи становился серебряным призёром чемпионата.
Саркисян является самым титулованным тренером в Узбекистане. Он пять раз признавался лучшим тренером года в стране. За долгие годы работы в клубе и заслуги (27 лет) был назван в местных футбольных медиа узбекским Фергюсоном.
Саркисян не только руководил командой, но и развивал футбол в Узбекистане. Под его руководством была создана «ферганская» школа футбола, где раскрылись профессиональные качества и талант молодых футболистов, как Степана Атояна, Равшана Бозорова, Асада Дурманова, Рустама Дурмонова, Сергея Завальнюка, Сергея Лебедева, Владимира Радкевича, Александра Тихонова, Андрея Федорова. Его воспитанники долгие годы составляли основной костяк национальной сборной страны.
В мае 2013 года Саркисян был отправлен в отставку после неудовлетворительных результатов клуба в чемпионате Узбекистана 2013.
В 2014 году был приглашён в ташкентский «Бунёдкор», где стал ассистентом главного тренера.

## Семья
Женат, двое детей

## Достижения
Как тренер
- Чемпион Узбекистана: 1992, 1993, 1994, 1995, 2001
- Серебряный призёр чемпионата Узбекистана: 1996, 1997, 1998, 1999, 2000, 2002, 2003, 2004, 2006
- Бронзовый призёр чемпионата Узбекистана: 2008
- Обладатель Кубка Узбекистана: 1994, 1996
- Бронзовый призёр Лиги Чемпионов АФК: 1994/95
- Серебряный призёр Кубка Содружества: 1994
- Лучший тренер года в Узбекистане: 1998, 1999, 2001, 2003, 2006

## Награды
- Почётная грамота Республики Узбекистан (1994)[15]
- Орден «Дустлик» (1997)[14][16]
- Орден «Мехнат шухрати» (2007)[17]